# Björken, Siljansnäs
Björken är en by i gamla Näsbygge fjärding, nuvarande Siljansnäs socken, Leksands kommun. Byn är en radby i brant sluttning på Björkbergets södra sida.
Björken omtalas första gången i skattelängden 1531 då  två bönder omnämns. Under 1500-talet varierar redovisningen av antalet bönder i byarna vid Björkbergets sluttning en hel del. Troligen har gårdarna placerats ganska godtyckligt under de olika bynamnen. I Älvsborgs lösen av 1571 upptas 13 hushåll i Björken.
Mantalslängden 1668 upptar 20 hushåll medan Holstenssons karta från samma år har 18 gårdstecken. År 1766 upptar mantalslängden hela 57 hushåll och byn var då så stor att den delades upp i Väster och Öster Björken. Mantalslängden för 1830 upptar 36 hushåll för västra byn och 37 för den östra. År 1896 hade hushållen stigit till 115, ungefär jämnt fördelade mellan de båda byarna, vilket gjorde byn Björken till en av de största i socknen.
Karl-Erik Forsslund beskrev på 1920-talet att man mycket länge ägnat sig åt fruktodling i byns starka sydsluttning. Byn är fortfarande rik på gamla körsbärs- och päronträd.
Ett mejeri tillkom i byn 1880, vilket 1907 ersattes av ett modernare i tegel, som ännu står kvar. På 1880-talet fick byn en handelsbod. Redan på 1860-talet drevs en kaffeservering i byn.
Björken har annars varit känd för sitt snickerihantverk, främst tillverkning av spinnrockar och pinnstolar. År 1912 uppges det ha funnits 40 snickare i byn. En ångsåg fanns även här 1902-25.
Från sekelskiftet 1900 började Björkbergets topp dra till sig turister, även om det förekom enstaka besökare ännu tidigare. 1925 öppnades Buffils Annas turiststuga med servering och 1933 byggdes utkikstornet. Både kaffestuga och utsiktstorn finns kvar än idag. Björkbergets topp utgör sedan 1978 ett naturreservat och i anslutning till utsiktstornet driver länsstyrelsen ett av Sveriges största naturum med utställning över Dalarnas djur, natur och kultur.